# Beverly Hills (Missouri)
Beverly Hills és una població dels Estats Units a l'estat de Missouri. Segons el cens del 2000 tenia 603 habitants.

## Demografia
Segons el cens del 2000, Beverly Hills tenia 603 habitants, 256 habitatges, i 162 famílies. La densitat de població era de 2.586,9 habitants per km².
Dels 256 habitatges en un 25,4% hi vivien nens de menys de 18 anys, en un 26,2% hi vivien parelles casades, en un 30,9% dones solteres, i en un 36,7% no eren unitats familiars. En el 34,4% dels habitatges hi vivien persones soles l'11,7% de les quals corresponia a persones de 65 anys o més que vivien soles. El nombre mitjà de persones vivint en cada habitatge era de 2,36 i el nombre mitjà de persones que vivien en cada família era de 2,99.
Per edats la població es repartia de la següent manera: un 25,4% tenia menys de 18 anys, un 7,3% entre 18 i 24, un 26,2% entre 25 i 44, un 26% de 45 a 60 i un 15,1% 65 anys o més.
L'edat mediana era de 40 anys. Per cada 100 dones de 18 o més anys hi havia 69,8 homes.
La renda mediana per habitatge era de 30.060 $ i la renda mediana per família de 32.411 $. Els homes tenien una renda mediana de 28.333 $ mentre que les dones 26.635 $. La renda per capita de la població era de 14.411 $. Entorn del 14,2% de les famílies i el 18% de la població estaven per davall del llindar de pobresa.

## Poblacions més properes
El següent diagrama mostra les poblacions més properes.